# Bojarin Orsja
Bojarin Orsja (Russisch: Боярин Орша) is een film uit 1909 van regisseur Pjotr Tsjardynin.

## Verhaal
Boyar Orsja verlaat de dienst van Ivan de Verschrikkelijke en gaat naar zijn landgoed terug naar zijn geliefde dochter en geadopteerde zoon. En plotseling wordt hij een getuige van hun liefdesbijeenkomst.

## Rolverdeling
| Acteur                | Personage       |
| --------------------- | --------------- |
| Andrey Gromov         | Arseniy         |
| Pyotr Chardynin       | Orsha           |
| Aleksandra Goncharova | Orsha's dochter |